# Глобализација и ризик
Глобализација је термин који социолози користе када говоре о процесима који интензивирају друштвене односе и међузависност широм света. Углавном се односи на политичко-економске процесе који су почели да се одвијају после 90их. Међутим, она настаје спајањем не само политичких и економских фактора, већ и друштвених и културних. Глобализација је и феномен локалног карактера — феномен који утиче на нас свакодневни живот. Односи се на цињеницу да сви све више живимо у „једном свету”, тако да појединци, групе и нације постају све више међусобно зависни.

### Узроци све веће глобализације
- Политичке промене — пад комунизма значио је све већу интеграцију.
- Проток информација — свакодневно глобални медији доносе вести, слике и информације у наше домове, чиме нас директно и непрекидно повезују са спољашњим светом.
- Транснационалне корпорације (ТНК) су компаније које производе робу и услуге у више од једне земље. Представљају средиште економске глобализације.
- Електронска економија" је још један фактор који постиче глобализацију. Банке, корпорације, инвестициони менаџери и појединачни инвеститори у стању су да пребацују новац по целом свету једним притиском на тастер компјутерског миша.

### Ризик
Глобализација има и своје лоше стране. То су ризици које нам доноси. Произведени ризици су ризици које је створио утицај нашег сопственог знања и технологије на свет природе. Многи еколошки ризици и ризици по наше здравље са којима се суочавају савремена друштва јесу случајеви произведених ризика — они су исход наше сопствене интервенције у природи. Раме уз раме са растућим еколоским проблемима, експанзија неједнакости у оквиру и између друштава представља један од највећих ризика са којима се свет суочава. Реч је о великим неједнакостима између најбогатијих и најсиромашнијих земаљa. Не слажу се сви да слободна трговина представља право решење за сиромаштво и глобалну неједнакост. У ствари, многи критичари оваквог гледишта сматрају да је слободна трговина једнострано решење од кога ће имати користи само они који су већ богати. Како глобализација све више напредује, постојеће политичке структуре и модели постају неприкладни за свет пун ризика, неједнакости и изазова који прекорачују националне границе. Појединачне владе немају ту моћ да контролису сирење сиде, да се супротстављају са утицајима глобалног загревања или да регулишу нагле промене на финансијским тржиштима.